# Ferhat Kaplan
Ferhat Kaplan (* 7. Januar 1989 in Izmir) ist ein türkischer Fußballspieler.

## Karriere

### Verlein
Ferhat Kaplan begann mit dem Fußballspielen in der Jugend von Metaspor und wechselte dann 2005 in die Jugend von Çanakkale Dardanelspor. 2006 unterschrieb er mit seinem Verein einen Profi-Vertrag und wurde Teil der Profi-Mannschaft. In seinen ersten beiden Saisons kam er auf insgesamt 9 Ligaeinsätze für das Profi-Team. Den Durchbruch zum Stammspieler schaffte er in seiner dritten Saison. Hier gelang ihm der Aufstieg in die 1. Lig (zweithöchste Liga der Türkei). In der neuen Saison schaffte das Team den Klassenerhalt nicht, sodass man nach einer Saison wieder in der 2. Lig spielte. Auch in der 2. Lig konnte man die Klasse nicht halten.
Infolge des Abstiegs um zwei Ligen konnte Çanakkale Dardanelspor viele Spieler nicht halten. Kaplan wechselte zusammen mit seinen Mannschaftskameraden Sakıb Aytaç und Özgür İleri zum türkischen Erstligisten Gençlerbirliği. In seiner ersten Saison bei Gençlerbirliği war er aber hinter Ramazan Köse und Özkan Karabulut dritter Torwart und absolvierte bislang kein Spiel für seinen neuen Verein. 
Im Sommer 2016 verließ er Gençlerbirliği, nachdem er zuvor keine Vertragsverlängerung erhalten hatte, und wurde für die Saison 2016/17 vom Ligarivalen Antalyaspor verpflichtet.

### Nationalmannschaft
Ferhat Kaplan fing früh an, für die türkischen Juniorennationalmannschaften aufzulaufen. Er durchlief über die Jahre die türkische  U-18, U-19, U-20 und U-21. Für die Türkei U-21 wurde er nur einmal nominiert, kam aber nicht zum Einsatz.